# Carybé
Héctor Julio Páride Bernabó, conegut pel pseudònim Carybé (Lanús, Província de Buenos Aires; 7 de febrer de 1911 - Salvador, Estat de Bahía; 2 d'octubre de 1997), va ser un pintor, gravador, dibuixant, il·lustrador, ceramista, escultor, muralista, investigador, historiador i periodista argentino-brasiler. La seva obra està fortament influenciada per la cultura afrobrasilera.

## Biografia
Va néixer a la Gran Buenos Aires, fill de mare argentina i de pare italià. Encara nadó, la família migra a Itàlia, però l'any 1919 tornen a Sud-amèrica, establint-se a Rio de Janeiro. Durant la seva infància a l'antiga capital, va formar part de grups d'escoltisme, on va rebre el malnom de Carybé, una espècie de piranya (Pygocentrus cariba) i que va mantenir al llarg de la carrera artística. A la ciutat va iniciar els estudis artístics, entrant en l'Escola Nacional de Belles Arts.
L'any 1929, els Bernabó tornen a l'Argentina, on Carybé comença a treballar com a il·lustrador i caricaturista en premsa. La feina el permet viatjar sovint i, durant els anys quaranta, visita Salvador en diverses ocasions i hi tindrà els primers contactes amb el candomblé. Viu uns anys a Salta, on el 1946 contrau matrimoni amb Nancy Colina Bailey i el 1949 publica Ajtuss, el seu primer llibre, completament escrit i dibuixat per ell. El 1950, l'artista i la seva família es trasllada definitivament a la capital bahiana.

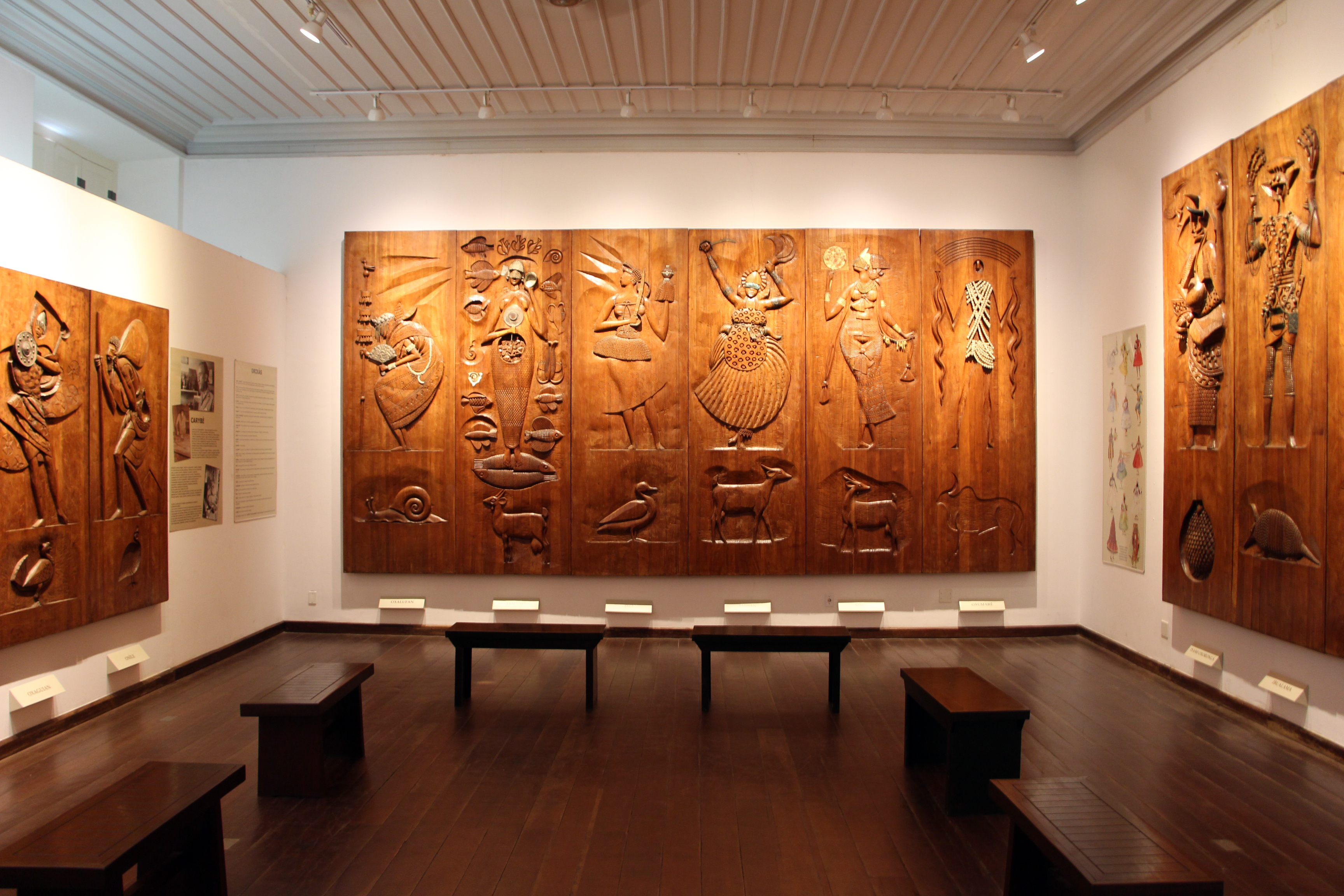
La sala dels orixás al Museu Afrobrasiler de Salvador.

L'obra de Carybé es basa principalment en l'art figuratiu i en les seves vivències a Salvador, entre el candomblé, el Carnaval, les rodes de samba i de capoeira. En el seu treball com a escultor, gravador i ceramista, va destacar per l'ús de tècniques innovadores. Va tenir molta relació amb bona part de la potent generació d'artistes llatinoamericans de mitjans de segle xx, i va poder treballar amb escriptors com Júlio Cortázar, Gabriel García Márquez o Jorge Amado, encarregant-se de les il·lustracions dels seus llibres. Va produir més de 5.000 peces artístiques.

## Honors
L'any 1955 va rebre el premi al millor dibuixant de la III Biennal de São Paulo. Per la seva contribució a la difusió del candomblé, va ser nomenat Obá de Xangô, protector del terreiro del Centre Ilê Axé Opô Afonjá, de llarga tradició a Salvador.